# Jet2.com
Jet2.com Limited је британска нискотарифна авио-компанија са седиштем на аеродрому Лидс Бредфорд.  Нуди редовне и чартер летове из Уједињеног Краљевства. Од 2022. то је трећа највећа редовна авио-компанија у Великој Британији, иза easyJet-а и Бритиш ервејза.  Jet2 је такође званично највећи туристички оператор у Великој Британији након што је претекао TUI 2023. 
Даље базе се налазе на аеродромима у Белфасту, Бирмингему, Борнмуту, Бристолу, Источном Мидлендсу, Единбургу, Глазгову, Ливерпулу, Лондону-Лутону, Лондону-Станстеду, Манчестеру и Њукаслу. Компанија поседује оперативну лиценцу типа А Управе за цивилно ваздухопловство Уједињеног Краљевства за превоз путника, терета и поште авионима са 20 или више седишта. Jet2 такође нуди чартер услуге преко свог бренда Jet2charters.

## У популарној култури
Лета 2025. дугогодишња маркетиншка кампања компаније Jet2, „Hold My Hand“, постала је популаран мим на ТикТоку. Маркетиншка кампања, којој је глас позајмила британска глумица Зои Листер, а позната је по коришћењу песме Џес Глин „Hold My Hand“ из 2015., а међународну популарност на апликацијама друштвених медија стекла је деценију касније.  

## Одредишта
Jet2.com обавља летове до 70 дестинација у Европи, са фокусом на Шпанију, Средоземно море, Бугарску, Француску, Грчку, Италију и Турску. Његова главна база је на аеродрому Лидс Бредфорд са дванаест додатних оперативних база широм Уједињеног Краљевства, као и прекоморским базама на аеродрому Аликанте, аеродрому Палма де Мајорка и аеродрому Тенерифе.
| Ранг | Аеродром         | ИАТА | Одредишта |
| ---- | ---------------- | ---- | --------- |
| 1.   | Манчестер        | MAN  | 68        |
| 2.   | Бирмингем        | BHX  | 66        |
| 3.   | Лидс/Бредфорд    | LBA  | 55        |
| 4.   | Њукасл           | NCL  | 54        |
| 5.   | Лондон–Станстед  | STN  | 53        |
| 6.   | Бристол          | BRS  | 42        |
| 7.   | Единбург         | EDI  | 41        |
| 8.   | Источни Мидлендс | EMA  | 38        |
| 9.   | Глазгов          | GLA  | 33        |
| 10.  | Ливерпул         | LPL  | 28        |
| 11.  | Белфаст          | BFS  | 26        |
| 12.  | Борнмут          | BOH  | 22        |
| 13.  | Лондон–Лутон     | LTN  | 17        |

## Флота

### Тренутна флота
Ажурирано: јул 2025., Jet2.com operates the following aircraft:
| Авион          | У служби | Поруџбине | Путници | Белешке                                        |
| -------------- | -------- | --------- | ------- | ---------------------------------------------- |
| Ербас А321-200 | 5        | —         | 220     | 2 изнајмљена од компаније Titan Airways .      |
| Ербас А321нео  | 20       | 132       | 232     | Поруџбине за A320neo конвертоване у јулу 2024. |
| Боинг 737-300  | 7        | —         | 148     | Постепено ће бити укинуто 2026. године.        |
| Боинг 737-800  | 98       | —         | 189     |                                                |
| Укупно         | 130      | 132       |         |                                                |

### Некадашња флота
Jet2.com је раније управљао следећим типовима авиона:
| Авион         | Укупно | Година представљена | Година пензионисања | Белешке                                                               |
| ------------- | ------ | ------------------- | ------------------- | --------------------------------------------------------------------- |
| Боинг 757-200 | 17     | 2005.               | 2025.               | Последња британска путничка авио-компанија која је користила тај тип. |
| Боинг 737-200 | 1      | 2007.               | 2007.               |                                                                       |
| Боинг 737-300 | 27     | 2002.               | —                   | Постепено ће бити укинуто 2026. године.                               |
| Боинг 737-400 | 2      | 2005.               | 2007.               |                                                                       |